# آرثر مايو
آرثر مايو (بالإنجليزية: Arthur Mayo)‏ هو سياسي أمريكي، ولد في 10 مايو 1936 في باث في الولايات المتحدة، وتوفي في 3 نوفمبر 2015. حزبياً، نشط في الحزب الديمقراطي والحزب الجمهوري. وقد انتخب عضو مجلس نواب مين وانتخب عضو مجلس ولاية مين.